# Mohamed bin Hammam
Mohamed bin Hammam (in arabo محمد بن همّام‎?; Doha, 8 maggio 1949) è un dirigente sportivo qatariota.
Bin Hammam è stato il presidente della Asian Football Confederation dal 1º agosto 2002 al 29 maggio 2011. Il 22 luglio 2011 Bin Hammam è stato squalificato a vita dalla FIFA per corruzione.

## Biografia
Nato in Qatar l'otto maggio del 1949. Il padre era un uomo d'affari e la madre un'infermiera. È sposato con Fatima Bin Hamam dal 1975, ha due figli. Ha lavorato nella confederazione di calcio del Qatar dal 1972 al 1996.
Nel 1975 ha creato una società chiamata Kemco. Nel 1976 è diventato presidente di Al Rayyan e poi si è dimesso nel 1987. Un anno dopo la sua partenza, Al Rayyan è stato retrocesso in seconda divisione del Qatar Football. È tornato ed è riuscito a farli promuovere e nella stessa stagione hanno vinto (89-90) hanno vinto il campionato per la 6ª volta. Il 1 febbraio 1992 è diventato presidente della QFA e nello stesso anno hanno vinto la loro prima coppa (Coppa del Golfo).

## Presidenza nell'AFC
Nel 1996 è entrato a far parte della FIFA e poi è diventato presidente dell'AFC. È membro esecutivo della FIFA dal 1996. Oltre ad essere il presidente della Confederazione calcistica asiatica, è stato anche presidente del Fifa Goal Bureau, le cui sovvenzioni forniscono sostegno finanziario alle federazioni affiliate in tutto il mondo. È stato anche influente nel portare la Coppa del Mondo FIFA 2022 nel suo nativo Qatar.